# Suore di Santa Dorotea della Frassinetti
Le suore di Santa Dorotea della Frassinetti (in latino Congregatio Sororum a Sancta Dorothea) sono un istituto religioso femminile di diritto pontificio: i membri di questa congregazione pospongono al loro nome la sigla S.S.D.

## Storia

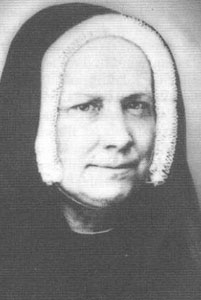
Paola Frassinetti, fondatrice della congregazione

La congregazione delle figlie di Santa Fede venne fondata il 12 agosto 1834 presso la chiesa di San Martino d'Albaro dalla religiosa italiana Paola Frassinetti (1809-1882) per l'educazione delle fanciulle povere: la prima sede fu presso la chiesa di San Pietro a Quinto, di cui era prevosto il sacerdote Giuseppe Frassinetti, fratello maggiore di Paola.
Nel 1836 l'istituto venne approvato da Placido Maria Tadini, arcivescovo di Genova, e aprì le prime filiali a Rivarolo. Attraverso il fratello, la Frassinetti conobbe il sacerdote Luca Passi, che le affidò l'Opera di Santa Dorotea, da lui fondata per l'assistenza delle fanciulle abbandonate: le religiose della Frassinetti, nel 1837, adottarono quindi il nome di suore di Santa Dorotea.
Consigliata dal Passi, il 19 maggio 1841 la Frassinetti si trasferì con alcune consorelle a Roma per diffondere l'Opera di Santa Dorotea negli Stati Pontifici. Papa Gregorio XVI nel 1844 affidò alle religiose il conservatorio di Santa Maria del Rifugio presso la chiesa di Sant'Onofrio al Gianicolo, che divenne sede generalizia della congregazione.
Nel 1866 iniziò la diffusione internazionale della congregazione con l'apertura delle prime filiali in Brasile, alle quali seguirono presto altre fondazioni in Portogallo e Angola.
Le Suore di Santa Dorotea ricevettero il pontificio decreto di lode nel 1855 e le loro costituzioni, basate su quelle della Compagnia di Gesù, vennero approvate il 24 agosto 1860.
Paola Frassinetti è stata beatificata da papa Pio XI nel 1930 e l'11 marzo 1984 è stata proclamata santa a Roma da papa Giovanni Paolo II.

## Attività e diffusione
Le dorotee si dedicano essenzialmente all'istruzione e all'educazione cristiana della gioventù.
Sono presenti in Europa (Albania, Malta, Portogallo, Regno Unito, Spagna, Svizzera), nelle Americhe (Argentina, Brasile, Perù, Stati Uniti d'America), in Africa (Angola, Camerun, Mozambico, São Tomé e Príncipe) e in Asia (Filippine, Taiwan); la sede generalizia è a Roma.
Al 31 dicembre 2005, la congregazione contava 1.138 religiose in 161 case.